# Tadeusz Pawlaczyk
Tadeusz Wit Pawlaczyk (ur. 21 października 1953 w Lesznie, zm. 14 lutego 2016 w Poznaniu) – polski policjant w stopniu nadinspektora, samorządowiec.

## Życiorys
Syn Wita i Gabrieli. W latach 1999–2002 piastował funkcję komendanta wojewódzkiego policji w Poznaniu, następnie był oficerem łącznikowym policji w Berlinie, a w latach 2005–2009 komendantem wojewódzkim policji w Szczecinie. W 2007 otrzymał stopień nadinspektora Policji. Od 2010, po zakończeniu służby, udzielał się jako działacz samorządowy. Był przewodniczącym oraz wiceprzewodniczącym rady miejskiej w Lesznie. W lutym 2016 objął stanowisko prezesa Centralnej Szkoły Szybowcowej w Lesznie. Był również wykładowcą w Wyższej Szkole Policji w Szczytnie. Zmarł 14 lutego 2016 w wyniku świńskiej grypy.
Był odznaczony m.in. Złotym Krzyżem Zasługi (1995) oraz Krzyżem Kawalerskim Orderu Odrodzenia Polski (2000). Jego pogrzeb odbył się 19 lutego 2016 w kościele św. Antoniego, a następnie spoczął na cmentarzu parafialnym w podleszczyńskich Strzyżewicach.